# Claudia Holzer
Claudia Holzer (* 24. August 1968) ist eine österreichische Juristin und Politikerin der Freiheitlichen Partei Österreichs (FPÖ). Seit dem 18. Dezember 2024 ist sie Landesrätin in der Steiermark, in der Landesregierung Kunasek ist sie für Verkehr, Landeshochbau, ländlicher Wegebau und Technik zuständig.

## Leben
Claudia Holzer studierte ab 1986 an der Universität Graz Rechtswissenschaften, das Studium schloss 2004 sie als Doktorin der Rechte mit einer Dissertation zum Thema Geldwäscherei: ein Rechtsvergleich zwischen Österreich, Deutschland und der Schweiz ab. Ab 2003 studierte sie Internationales Steuerrecht an der Wirtschaftsuniversität Wien,  das Studium beendete sie 2005 als LL.M.
Von Dezember 1997 bis Oktober 2004 war sie Syndikus der Siemens AG Österreich und 2004/05 Referentin für Wirtschaftspolitik im Kabinett des Vizekanzlers Hubert Gorbach. Von 2006 bis 2013 arbeitete sie als Tax Manager bei der Cofra Unternehmensberatung. 1993 kandidierte sie auf dem letzten Listenplatz für die FPÖ für den Gemeinderat und war bis 2000 FPÖ-Gemeinderätin in Graz. Von 2017 bis 2019 war sie Vize-Kabinettschefin bei FPÖ-Vizekanzler Heinz-Christian Strache. In der Graz-Köflacher Bahn und Busbetrieb (GKB) ist sie seit 2020 als Prokuristin für die Leitung von Beteiligungsmanagement und Recht zuständig sowie Diversity-Beauftragte. Einer der beiden GKB-Geschäftsführer ist der frühere SPÖ-Verteidigungsminister Gerald Klug.
Am 17. Dezember 2024 wurde bekanntgegeben, dass sie in der steirischen Landesregierung Kunasek als Landesrätin die Bereiche Verkehr, Landeshochbau, ländlicher Wegebau und Technik verantworten soll.